# Боровица (язовир)
Вижте пояснителната страница за други значения на Боровица.
Язовир „Боровица“ се намира на река Боровица (ляв приток на река Арда с дължина 41,5 км). Разположен е на 1 километър североизточно от село Безводно, Община Черноочене, област Кърджали.
Изграден е за питейно водоснабдяване на Кърджали и голяма част от останалите населени места в тази част на областта. Стената е земно-насипна – сред най-големите такива стени в България. Има интересен преливник – представлява голяма фуния, от която чрез тунел излишната вода се отвежда в реката след стената.
Площта на язовира е оградена, къпането и риболовът са забранени.
Мястото е изключително красиво, по стената преминава път за с. Безводно, както и маршрут за връх Чиляка. По поречието на реката се срещат много интересни и редки птици – коприварчета, дроздове, бяла чапла, червена чапла, блестящ ибис, сокол скитник, царски орел, орел рибар, орел змияр, белошипа ветрушка, ливаден дърдавец и много други.